# Сазерленд, Рори
 Рори Сазерленд (англ. Rory Sutherland; род. 8 февраля 1982 в Канберре, Австралия) —  австралийский профессиональный  шоссейный велогонщик,  выступающий за команду мирового тура «UAE Team Emirates».

## Достижения
2004
1-й  - Чемпион Австралии - Групповая гонка (U23)
2005
2-й - Чемпионат Австралии - Групповая гонка
3-й - Тур Дании - Генеральная классификация 
1-й  - Молодёжная классификация
3-й - Гран-при Ефа Схеренса
9-й - Схал Селс
10-й - Вуэльта Мурсии - Генеральная классификация
2007
1-й -  - Joe Martin Stage Race - Генеральная классификация
1-й - USA Cycling National Racing Calendar - Генеральная классификация
2-й - Чемпионат Австралии - Индивидуальная гонка
2008
1-й  - Nature Valley Grand Prix - Генеральная классификация 
1-й - Этап 5
1-й  - Joe Martin Stage Race - Генеральная классификация 
1-й - Пролог
1-й  - Mount Hood Cycling Classic - Генеральная классификация 
1-й - Этап 4
1-й - Пролог Redlands Bicycle Classic
Чемпионат Австралии
2-й - Чемпионат Австралии - Индивидуальная гонка
3-й - Чемпионат Австралии - Групповая гонка
9-й - Bay Classic Series - Генеральная классификация
9-й - Тур Джорджии - Генеральная классификация
2009
1-й -  - Joe Martin Stage Race - Генеральная классификация
1-й -  - Nature Valley Grand Prix - Генеральная классификация
6-й - Redlands Bicycle Classic - Генеральная классификация
2010
1-й -  - Cascade Cycling Classic - Генеральная классификация
1-й -  - Nature Valley Grand Prix - Генеральная классификация
7-й - Тур Калифорнии - Генеральная классификация
2011
1-й - Этапы 1 и 6 Nature Valley Grand Prix
6-й - Международная неделя Коппи и Бартали - Генеральная классификация
7-й - Тур Калифорнии - Генеральная классификация
10-й - США Про Сайклинг Челлендж - Генеральная классификация
2012
1-й -  - Тур Гила - Генеральная классификация 
1-й - Этап 1
1-й -  - Tour de Beauce - Генеральная классификация
1-й - Этап 1 Тур Юты
1-й - Этап 6 США Про Сайклинг Челлендж
2013
6-й - Классика Примавера
9-й - США Про Сайклинг Челлендж - Генеральная классификация
9-й - Тур Турции - Генеральная классификация
10-й - Кольцо Сарта - Генеральная классификация
2014
5-й - Гран-при Валлонии
2017
1-й - Вуэльта Ла-Риохи

## Статистика выступлений

### Гранд-туры
| Гонка           | 2015 | 2016 | 2017 |
| --------------- | ---- | ---- | ---- |
| Джиро д'Италия  | —    | 80   | 108  |
| Тур де Франс    | —    | —    | —    |
| Вуэльта Испании | 139  | 130  | —    |

| —  | Не участвовал  |
| НФ | Не финишировал |